# Deling
En deling er en militær enhed som består af et antal grupper. Et antal delinger udgør et kompagni.
En deling er typisk på 35 mand og ledes af en premierløjtnant, løjtnant, seniorsergent eller oversergent. Delingsføreren i en såkaldt kommandodeling (der varetager kompagniets interne opgaver), er for det meste en befalingsmand af sergentgruppen. Delingen kan have lette panserværnsvåben (bazooka, dysekanon mm.), samt morterer og såvel tunge som lette maskingeværer.
Begrebet anvendes også indenfor politiet og civilforsvaret.